# مویینگا، بوروندی
مویینگا (به سواحیلی: Muyinga) شهری در استان مویینگا واقع در کشور بوروندی است که در سال ۱۹۹۰ میلادی ۵٫۵۳۳ نفر جمعیت داشته و جمعیت آن در سال ۲۰۰۵ میلادی به ۷۱٫۰۷۶ نفر رسیده‌است.